# Agbanou
Agbanou är ett arrondissement i kommunen Allada i Benin. Den hade 9 304 invånare år 2002.